# Saint-Denis-de-Jouhet
Pour l’article homonyme, voir Saint-Denis.
Saint-Denis-de-Jouhet est une commune française située dans le département de l'Indre, en région Centre-Val de Loire.

## Géographie

### Localisation
La commune est située dans le sud du département, dans la région naturelle du Boischaut Sud.
Les communes limitrophes sont : Fougerolles (4 km), Crozon-sur-Vauvre (5 km), Chassignolles (6 km), La Buxerette (7 km), Mouhers (8 km), Neuvy-Saint-Sépulchre (9 km) et Cluis (10 km).
Les communes chefs-lieux et préfectorales sont : Neuvy-Saint-Sépulchre (9 km), La Châtre (11 km), Châteauroux (34 km), Issoudun (47 km) et Le Blanc (63 km).

### Hameaux et lieux-dits
Les hameaux et lieux-dits de la commune sont : les Bouchauds, la Fontbarbault, le Petit Jouhet et la Terre d'Ivry.

### Géologie et hydrographie
La commune est classée en zone de sismicité 2, correspondant à une sismicité faible.
Le territoire communal est arrosé par les rivières Vauvre et Gourdon.

### Climat
Pour des articles plus généraux, voir Climat du Centre-Val de Loire et Climat de l'Indre.
En 2010, le climat de la commune est de type climat océanique dégradé des plaines du Centre et du Nord, selon une étude du CNRS s'appuyant sur une série de données couvrant la période 1971-2000. En 2020, Météo-France publie une typologie des climats de la France métropolitaine dans laquelle la commune est exposée à un climat océanique altéré et est dans la région climatique Ouest et nord-ouest du Massif Central, caractérisée par une pluviométrie annuelle de 900 à 1 500 mm, maximale en automne et en hiver.
Pour la période 1971-2000, la température annuelle moyenne est de 11,1 °C, avec une amplitude thermique annuelle de 15,2 °C. Le cumul annuel moyen de précipitations est de 845 mm, avec 12,2 jours de précipitations en janvier et 7,6 jours en juillet. Pour la période 1991-2020, la température moyenne annuelle observée sur la station météorologique de Météo-France la plus proche, « Ste--Sévère », sur la commune de Sainte-Sévère-sur-Indre à 16 km à vol d'oiseau, est de 12,1 °C et le cumul annuel moyen de précipitations est de 843,9 mm,. Pour l'avenir, les paramètres climatiques de la commune estimés pour 2050 selon différents scénarios d'émission de gaz à effet de serre sont consultables sur un site dédié publié par Météo-France en novembre 2022.

### Voies de communication et transports
Le territoire communal est desservi par les routes départementales : 19, 19F, 54, 72, 74 et 75.
La ligne de La Châtre à Guéret passait par le territoire communal, une gare desservait la commune. La gare ferroviaire la plus proche est la gare d'Argenton-sur-Creuse, à 33 km.
Saint-Denis-de-Jouhet est desservie par la ligne H du Réseau de mobilité interurbaine.
L'aéroport le plus proche est l'aéroport de Châteauroux-Centre, à 45 km.
Le territoire communal est traversé par trois parcours de randonnée, dont un est accessible aux personnes à mobilité réduite.

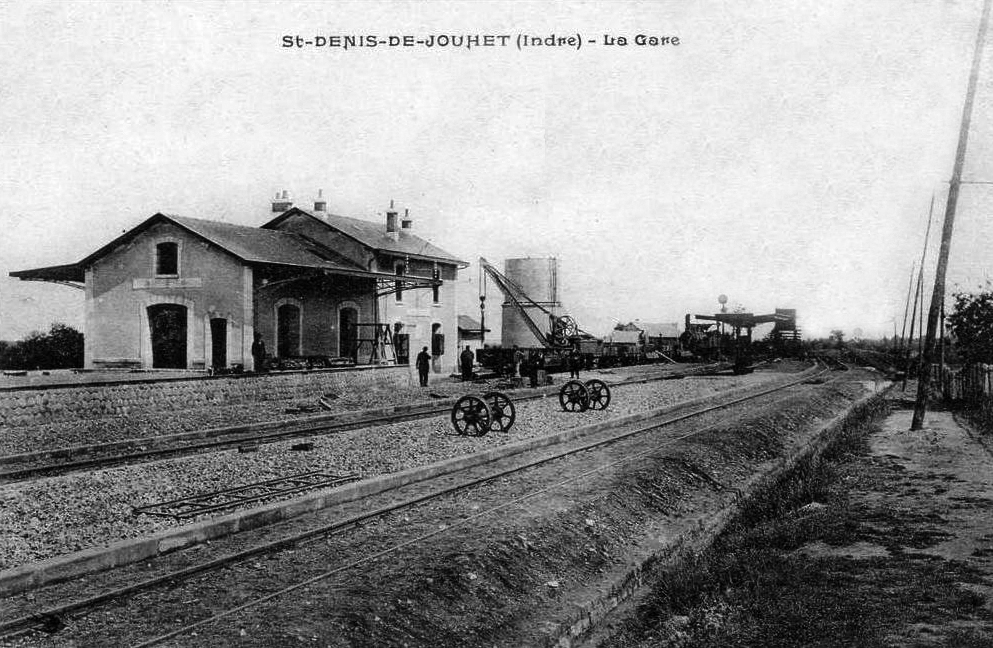
L'ancienne gare vers 1900.

## Urbanisme

### Typologie
Au 1er janvier 2024, Saint-Denis-de-Jouhet est catégorisée commune rurale à habitat très dispersé, selon la nouvelle grille communale de densité à sept niveaux définie par l'Insee en 2022.
Elle est située hors unité urbaine et hors attraction des villes,.

### Occupation des sols
L'occupation des sols de la commune, telle qu'elle ressort de la base de données européenne d’occupation biophysique des sols Corine Land Cover (CLC), est marquée par l'importance des territoires agricoles (96,1 % en 2018), une proportion sensiblement équivalente à celle de 1990 (95,9 %). La répartition détaillée en 2018 est la suivante : 
prairies (59,9 %), zones agricoles hétérogènes (24,7 %), terres arables (11,4 %), forêts (2,4 %), zones urbanisées (1,5 %). L'évolution de l’occupation des sols de la commune et de ses infrastructures peut être observée sur les différentes représentations cartographiques du territoire : la carte de Cassini (XVIIIe siècle), la carte d'état-major (1820-1866) et les cartes ou photos aériennes de l'IGN pour la période actuelle (1950 à aujourd'hui).

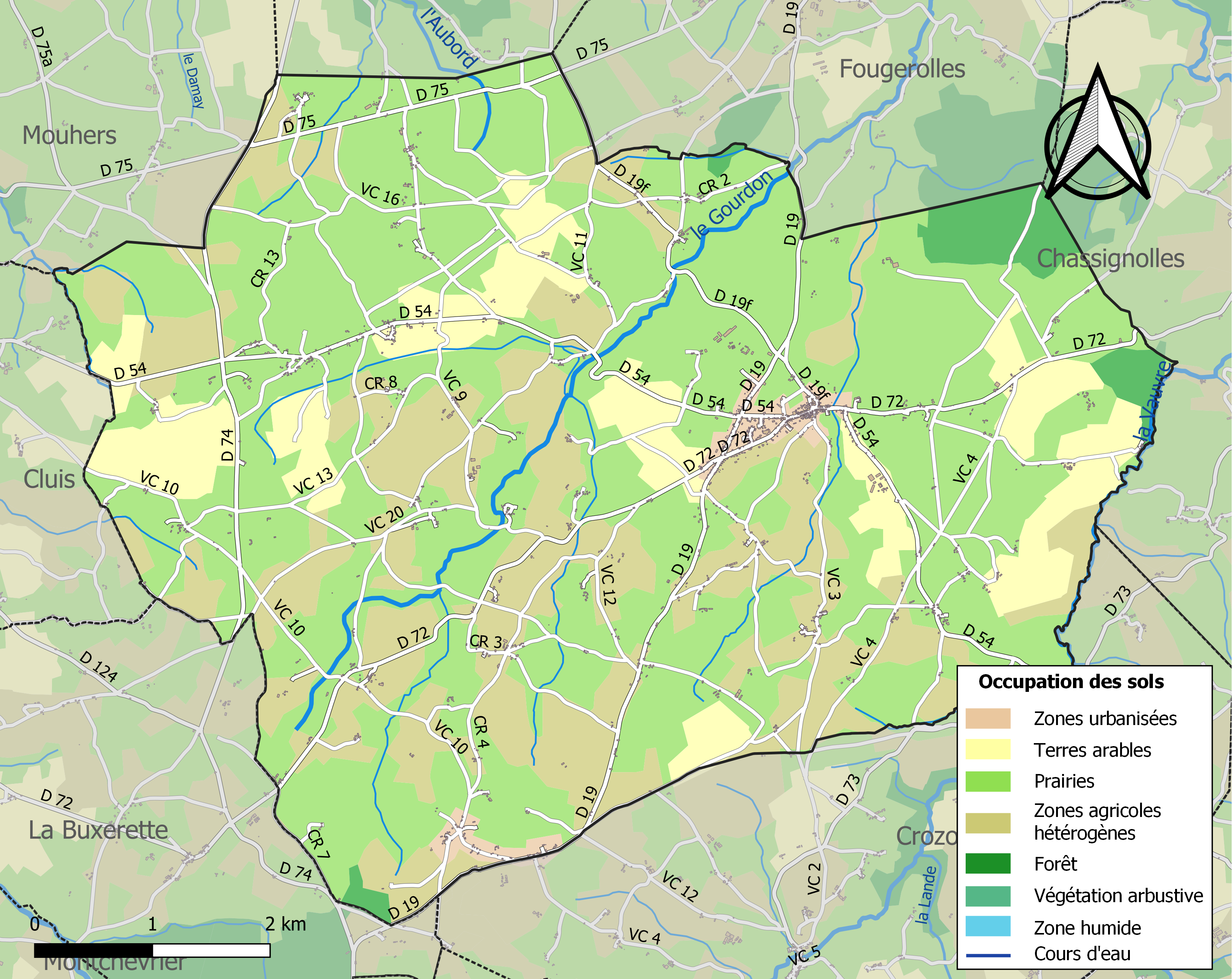
Carte des infrastructures et de l'occupation des sols de la commune en 2018 (CLC).

### Logement
Le tableau ci-dessous présente le détail du secteur des logements de la commune :
| Date du relevé                                              | 2013   |
| Nombre total de logements                                   | 682    |
| Résidences principales                                      | 70 %   |
| Résidences secondaires                                      | 11,8 % |
| Logements vacants                                           | 18,2 % |
| Part des ménages propriétaires de leur résidence principale | 80,6 % |

### Risques majeurs
Le territoire de la commune de Saint-Denis-de-Jouhet est vulnérable à différents aléas naturels : météorologiques (tempête, orage, neige, grand froid, canicule ou sécheresse) et séisme (sismicité faible). Il est également exposé à un risque particulier : le risque de radon. Un site publié par le BRGM permet d'évaluer simplement et rapidement les risques d'un bien localisé soit par son adresse soit par le numéro de sa parcelle.

#### Risques naturels

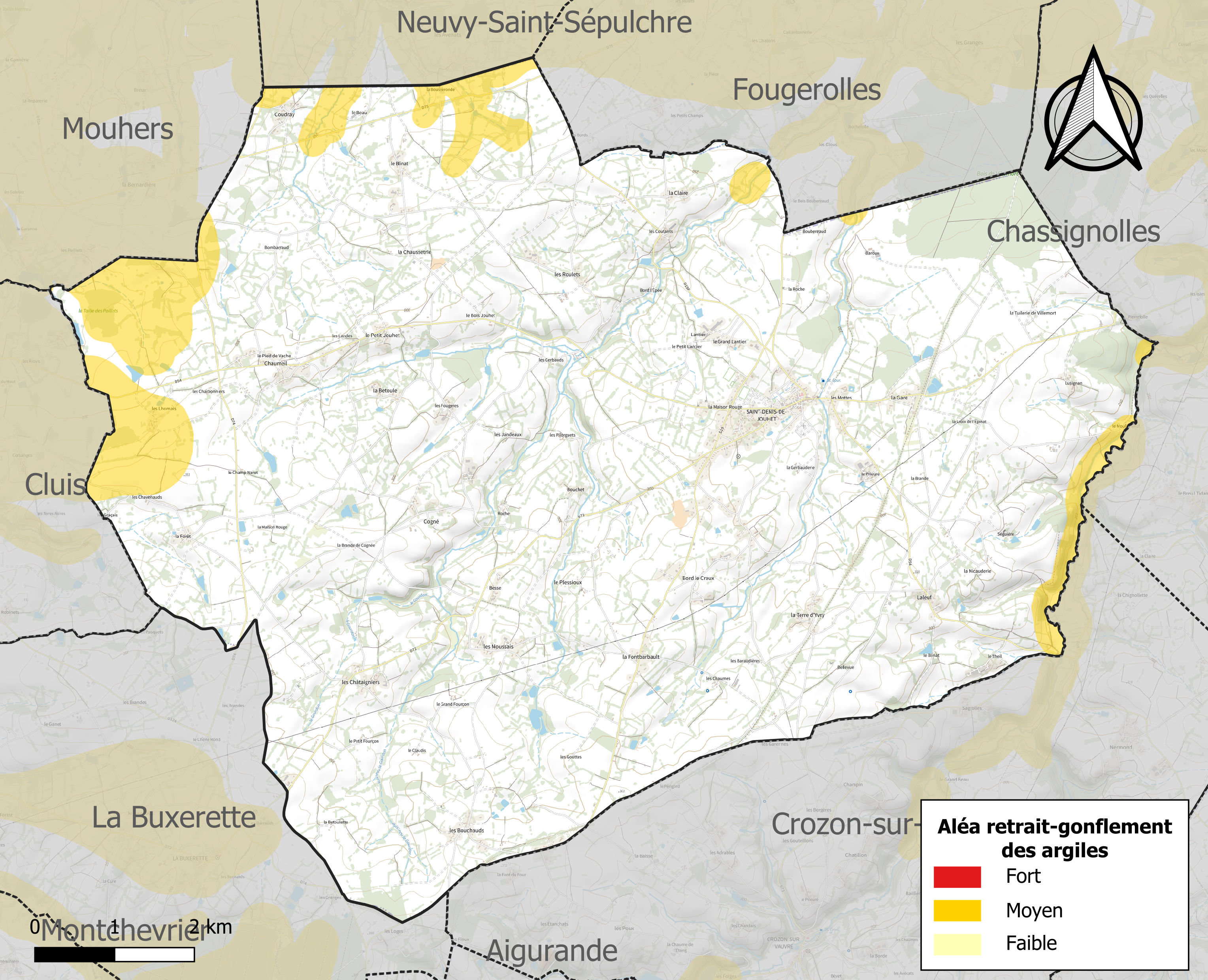
Carte des zones d'aléa retrait-gonflement des sols argileux de Saint-Denis-de-Jouhet.

Le retrait-gonflement des sols argileux est susceptible d'engendrer des dommages importants aux bâtiments en cas d’alternance de périodes de sécheresse et de pluie. 6,6 % de la superficie communale est en aléa moyen ou fort (84,7 % au niveau départemental et 48,5 % au niveau national). Sur les 735 bâtiments dénombrés sur la commune en 2019, 10 sont en aléa moyen ou fort, soit 1 %, à comparer aux 86 % au niveau départemental et 54 % au niveau national. Une cartographie de l'exposition du territoire national au retrait gonflement des sols argileux est disponible sur le site du BRGM,.
Concernant les mouvements de terrains, la commune a été reconnue en état de catastrophe naturelle au titre des dommages causés par la sécheresse en 2019 et par des mouvements de terrain en 1999.

#### Risque particulier
Dans plusieurs parties du territoire national, le radon, accumulé dans certains logements ou autres locaux, peut constituer une source significative d’exposition de la population aux rayonnements ionisants. Toutes les communes du département sont concernées par le risque radon à un niveau plus ou moins élevé. Selon la classification de 2018, la commune de Saint-Denis-de-Jouhet est classée en zone 3, à savoir zone à potentiel radon significatif.

## Toponymie
Les origines de la commune ne sont pas connues mais elle porta de nombreux noms : Joué, Jouet, Juhé, Jouhé, Johec et Jho, avant de se voir accoler le nom du premier évêque de Paris, saint Denis.
Durant la Révolution française, pour suivre le décret de la Convention du 25 vendémiaire an II invitant les communes ayant des noms pouvant rappeler les souvenirs de la royauté, de la féodalité ou des superstitions, à les remplacer par d'autres dénominations, la commune change de nom pour Jouhet-les-Marrons le 25 octobre 1795. Le village était en effet connu pour abriter en nombre des châtaigniers.
Ses habitants sont appelés les Dionisiens.

## Histoire
Le village médiéval se trouvait dans la mouvance des seigneurs de Cluis-Dessous. Le puissant seigneur Pierre 1er  Achard, époux d’une Dame de Jouhet, fit don avec elle du village et de son église au prieuré Saint-Jean l’Évangéliste d’Aureil vers 1100. Cette maison canoniale des environs de Limoges avait gagné une image de sainteté grâce à son fondateur Gaucher, s’attirant ainsi les dons des aristocrates jusqu’au sud du Berry.
En effet, Jean Achard, un des fils de Pierre 1er  venait d’entrer au prieuré. Des bâtiments d’exploitation, tout au moins, sont installés à une date inconnue hors du village, sur la route de Crevant, au lieu-dit le Prieuré. Peu à peu, le prieuré de Saint-Denis de Jouhet gagna en puissance et en richesse, se permettant de prendre une relative indépendance. Le pouvoir se morcelle sur la paroisse autour de sires aux Gouttes, aux Fougères mais surtout au château de Villemort, aujourd’hui sur la commune de Chassignolles (Indre), en bordure d’un grand bois longtemps parcouru par les loups.
À la Révolution, le village ne fait pas que changer de nom. Le prieuré est abandonné tandis que les maisons fortes des fiefs des Fougères et des Gouttes sont détruites en 1793.
La commune fut rattachée de 1973 à 2015 au canton d'Aigurande.

## Politique et administration
La commune dépend de l'arrondissement de La Châtre, du canton de Neuvy-Saint-Sépulchre, de la deuxième circonscription de l'Indre et de la communauté de communes de la Marche Berrichonne.
Elle dispose d'un bureau de poste.
| Période                                  | Période   | Identité              | Étiquette | Qualité                            |
| ---------------------------------------- | --------- | --------------------- | --------- | ---------------------------------- |
| 1865                                     | 1891      | Sylvain Elion         | ?         | ?                                  |
| mars 2001                                | mars 2008 | Jacques Brunet        | ?         | ?                                  |
| mars 2008                                | mars 2014 | Marie-Thérèse Renault | ?         | Manipulatrice en imagerie médicale |
| mars 2014                                | En cours  | Bruno Simon           | DVD       | Agriculteur                        |
| Les données manquantes sont à compléter. |           |                       |           |                                    |

## Population et société

### Démographie
L'évolution du nombre d'habitants est connue à travers les recensements de la population effectués dans la commune depuis 1793. Pour les communes de moins de 10 000 habitants, une enquête de recensement portant sur toute la population est réalisée tous les cinq ans, les populations de référence des années intermédiaires étant quant à elles estimées par interpolation ou extrapolation. Pour la commune, le premier recensement exhaustif entrant dans le cadre du nouveau dispositif a été réalisé en 2004.

En 2022, la commune comptait 969 habitants, en évolution de −0,31 % par rapport à 2016 (Indre : −3 %, France hors Mayotte : +2,11 %).
| 1793  | 1800  | 1806  | 1821  | 1831  | 1836  | 1841  | 1846  | 1851  |
| ----- | ----- | ----- | ----- | ----- | ----- | ----- | ----- | ----- |
| 1 450 | 1 400 | 1 377 | 1 774 | 1 832 | 1 837 | 1 902 | 1 928 | 1 924 |

| 1856  | 1861  | 1866  | 1872  | 1876  | 1881  | 1886  | 1891  | 1896  |
| ----- | ----- | ----- | ----- | ----- | ----- | ----- | ----- | ----- |
| 1 900 | 1 831 | 1 796 | 1 770 | 1 900 | 1 940 | 1 981 | 2 015 | 2 116 |

| 1901  | 1906  | 1911  | 1921  | 1926  | 1931  | 1936  | 1946  | 1954  |
| ----- | ----- | ----- | ----- | ----- | ----- | ----- | ----- | ----- |
| 2 057 | 2 174 | 2 102 | 1 912 | 1 852 | 1 849 | 1 782 | 1 688 | 1 577 |

| 1962  | 1968  | 1975  | 1982  | 1990  | 1999  | 2004 | 2006 | 2009 |
| ----- | ----- | ----- | ----- | ----- | ----- | ---- | ---- | ---- |
| 1 521 | 1 436 | 1 348 | 1 289 | 1 200 | 1 008 | 991  | 959  | 954  |

| 2014 | 2019 | 2022 | - | - | - | - | - | - |
| ---- | ---- | ---- | - | - | - | - | - | - |
| 957  | 967  | 969  | - | - | - | - | - | - |

### Enseignement
La commune dépend de la circonscription académique de La Châtre.

### Manifestations culturelles et festivités
Chaque année a lieu la Foire annuelle du 4 octobre, où est organisé un grand rassemblement datant du Moyen Âge. Créée par les chanoines d'Aureil et installés dans le prieuré, elle servait d'abord à vendre les bêtes puis elle s'est élargie au matériel agricole et aux marchands divers. À la fin août a lieu la Fête de la tomate et du folklore.

### Médias
La commune est couverte par les médias suivants : La Nouvelle République du Centre-Ouest, Le Berry républicain, L'Écho - La Marseillaise, La Bouinotte, Le Petit Berrichon, L'Écho du Berry, France 3 Centre-Val de Loire, Berry Issoudun Première, Vibration, Forum, France Bleu Berry et RCF en Berry.

## Économie
La commune se situe dans la zone d’emploi de Châteauroux et dans le bassin de vie de La Châtre.
Le village possède quelques commerces, mais surtout le dernier moulin en activité du département, dirigé par la troisième génération de meuniers de la famille Chaussé au lieu-dit le Moulin Neuf.

## Culture locale et patrimoine
- Château de Seguières (privé) : sa tour domine la vallée du Gourdon.
- Château de Fourson (privé) : maison forte du XVe siècle.
- Château de Lusignan (privé) : c'est une belle maison de maître au bord d'un bois.
- Église (XIIe et XIIIe siècles) : elle est classée monument historique[41]. Vitraux de la vie de saint Denis des XIIe et XIIIe siècles, les plus anciens de l'Indre. Un remploi probablement antique orne la droite de son portail.
- Monument aux morts
- Les Mottes : à la sortie du bourg, sur la gauche, en direction de Chassignolles, il y a des vestiges d’une motte féodale fossoyée intégrée au jardin d’une belle maison de maître.
- Moulin Dumont : la plus vieille maison (privé) de la commune porte sur son linteau de porte la date du 9 mai 1642.

### Héraldique, logotype et devise
|  | Logotype de la commune de Saint-Denis-de-Jouhet : |